# Ruth Roche
Pour les articles homonymes, voir Roche (homonymie).
Ruth Roche née le 18 février 1917 (bien que d'autres sources la font naître en 1921) à Holyoke dans le Massachusetts et morte le 4 mai 1983 est une dessinatrice de comics américaine.

## Biographie
Elle a deux frères plus âgés, Walter né en 1908 et George né en 1911 et une sœur plus jeune, Anna née en 1924. Sa mère meurt en 1924 et leur père demande à sa mère et sa sœur qui n'est pas mariée de s'installer avec eux pour s'occuper des enfants. En 1936, à l'âge de 18 ans elle finit ses études au lycée et en 1940 elle s'installe avec sa tante à New York pour travailler dans l'édition. Elle est alors engagée par Jerry Iger qui dirige avec Will Eisner le studio Eisner & Iger shop. En 1944, Eisner quitte le studio et Iger le réorganise en faisant de Ruth Roche sa collaboratrice comme directrice commerciale et rédactrice en chef. Le studio est alors renommé en Roche & Iger. Roche est la scénariste de plusieurs épisodes du comics de Phantom Lady qui s'attire les foudres des ligues de vertu. En effet, l'héroïne vêtue seulement d'un maillot de bain se trouve souvent attachée de façon trop suggestive pour les plus prudes. De même elle scénarise de très nombreuses histoires d'horreur en cherchant à développer une atmosphère inquiétante plutôt que de recourir aux effets faciles du gore comme c'est le plus souvent le cas à l'époque. Elle est aussi auteure de comics et crée le comic strip Flamingo dessiné par Matt Baker. Elle scénarise de nombreux strips : Mickey Spillane's Mike Hammer, Ellery Queen, Aggie Mack et Sheena, reine de la jungle. En plus de ses travaux de scénariste elle est aussi responsable éditorial de magazines de romance. Elle multiplie alors les noms de plume (Miss Martin, Miss Bennett, Miss Adams, Miss Thorpe, Agnes Wilson et The Marriage Clinic). Après avoir quitté le studio d'Iger elle est responsable éditoriale de Classics Illustrated pendant cinq ans. Les années 1950 sont une période de crise pour le monde des comics et Ruth Roche change de métier en devenant éditrice et scénariste des dessins animés Félix le chat et Huckleberry Hound. En 1958 elle épouse le producteur de télévision George Schaefer mais ce mariage tourne court et le divorce est prononcé au bout de deux ans. Elle cesse d'écrire et s'installe d'abord à Long Island puis à Montauk où elle rencontre Peter Panteles, propriétaire d'un magasin de vente d'alcool, avec lequel elle vit jusqu'à sa mort, le 4 mai 1983, à l'hôpital de Southampton dans l'état de New York.

### Scénariste
- America In Action (1945) #1
- Bomber Comics (1944) #2
  - "Pixie" story
- Classic Comics (1941) #32
  - Lorna Doone
- Classics Illustrated (1947) #26, 31-32
  - Frankenstein
  - The Black Arrow
  - Lorna Doone
- Fight Comics (1940) #53
- Haunted Thrills (1952) #11
  - Out of the Grave
- Jumbo Comics (1938) #44, 152
- Phantom Lady (1947) #13-23
- Phantom Lady (1954) #5 [1]-4
- The Rider (1957) #3
- Seven Seas Comics (1946) #1-4, 6
  - The Ol' Skipper

### responsable éditoriale
- Aggie Mack (1948) #8
- All True Romance (1955) #23-24, 27, 30
- Battle Report (1952) #1-3
- Black Cobra (1954) #6
- Bomber Comics (1944) #3
- Bride's Secrets (1954) #9-10, 19
- Ellery Queen (1949) #2
- Fantastic Comics (1954) #11
- The Fighting Man (1952) #1-8
- The Flame (1954) #5 [1]
- G-I in Battle (1952) #8
- Gunsmoke Trail (1957) #2-3
- Haunted Thrills (1952) #3, 10, 12, 17-18
- Lone Eagle (1954) #4
- The Lone Rider (1951) #3, 11, 15, 18, 20
- Lonely Heart (1955) #12
- Men in Action (1957) #1-2, 6
- Midnight (1957) #1-2, 4
- Phantom Lady (1954) #5 [1]-4
- The Rider (1957) #3
- Samson (1955) #12-14
- Secret Love (1957) #2
- Seven Seas Comics (1946) #1-4
- Spitfire Comics (1944) #132
- Spunky the Smiling Spook (1957) #1
- Strange (1957) #1-6
- Strange Fantasy (1952) #2, 4-7, 9-14
- Super Cat (1957) #1
- Swift Arrow (1954) #1-2
- Today's Brides (1955) #4
- Voodoo (1952) #1-6, 8, 10-15, 17, 19